# خافيير ساردا
فرانسيسكو خافيير ساردا (بالإسبانية: Javier Sardà)‏ (مواليد برشلونة في 16 أبريل 1958)، هو كاتب صحفي ومذيع ومقدم تلفزيوني إسباني من منطقة كتالونيا وهو خريج جامعة برشلونة المستقلة.
وهو الأخ الأصغر للممثلة روزا ماريا ساردا.

## أعماله التلفزيونية
- كثيرة

## روابط خارجية
- خافيير ساردا على موقع IMDb (الإنجليزية)
- خافيير ساردا على موقع قاعدة بيانات الفيلم (الإنجليزية)